# Picocoraciae
Picocoraciae es un clado que contiene el orden Bucerotiformes (cálaos y abubillas) y el clado Picodynastornithes (que incluye aves como el martines pescadores y las carracas, y los carpinteros y los tucanes), respaldado por diversos análisis genéticos y estudios morfológicos. Si bien estos estudios respaldaron una agrupación hermana de Coraciiformes y Piciformes, una supermatriz dispersa a gran escala ha sugerido una relación de hermanamiento alternativa entre Bucerotiformes y Piciformes. Este grupo fue definido en el PhyloCode por George Sangster y sus colegas en 2022 como "el clado corona menos inclusivo que contiene Buceros rhinoceros, Coracias garrulus y Picus viridis".
|                    | Bucerotiformes                                               |
|                    |                                                              |
| Picodynastornithes | \| \| Coraciiformes \| \| \| \| \| \| Piciformes \| \| \| \| |
|                    | \| \| Coraciiformes \| \| \| \| \| \| Piciformes \| \| \| \| |
|                    | Coraciiformes                                                |
|                    |                                                              |
|                    | Piciformes                                                   |
|                    |                                                              |

|  | Coraciiformes |
|  |               |
|  | Piciformes    |
|  |               |